# ویخورفکا
شهر ویخورفکا (به روسی: Вихоревка) در کشور روسیه و در اوبلاست ایرکوتسک واقع شده‌است.